# Dorians
«Dorians» — рок-гурт з Єревану, Вірменія, утворений у червні 2008 року Ваагном Геворгяном. 2013 року гурт представляв Вірменію на пісенному конкурсі Євробачення 2013 в Мальме з піснею «Lonely Planet». У фіналі гурт посів 18-те місце та отримав 41 бал.